# Callyspongia vasseli
Callyspongia vasseli är en svampdjursart som först beskrevs av Keller 1889.  Callyspongia vasseli ingår i släktet Callyspongia och familjen Callyspongiidae.
Artens utbredningsområde är Eritrea. Inga underarter finns listade i Catalogue of Life.